# Галка (Роменський район)
Га́лка —  село в Україні, в Сумській області, Роменському районі. Населення становить 525 осіб. Входить до складу Роменській міській громади. До 2020 орган місцевого самоврядування - Галківська сільська рада.

## Географія
Село Галка розташоване на лівому березі річки Ромен, вище за течією на відстані 1,5 км розташоване село Корінецьке Чернігівської області, нижче за течією на відстані 1 км село Ведмеже, на протилежному березі - село Посад.
Через село тече струмок, що пересихає.

## Історія
- Село постраждало внаслідок геноциду українського народу, проведеного урядом СРСР 1923-1933 та 1946-1947 роках.
- Село відоме з кінця XVIII ст.
- Неподалік від села знайдено давньоруське городище та курганну могилу.
- 12 червня 2020 року, відповідно до розпорядження Кабінету Міністрів України № 723-р «Про визначення адміністративних центрів та затвердження територій територіальних громад Сумської області», село увійшло до складу Роменської міської громади[1].
- 19 липня 2020 року, в результаті адміністративно-територіальної реформи та ліквідації Роменського району(1930—2020), увійшло до складу новоутвореного Роменського району[2].

## Економіка
- Молочно-товарна ферма (зруйнована).
- «Урожайна країна», ТОВ.

## Соціальна сфера
- Галківський будинок культури
- Школа І –ІІ ст. (Закрита)
- Фельдшерсько-акушерський пункт.